# Aldo Cevenini
Aldo Cevenini, appelé aussi Cevenini I (né le 8 novembre 1889 à Arona, dans la province de Novare, au Piémont et mort le 26 octobre 1973 à Deiva Marina) était un footballeur italien, attaquant.

## Biographie
Étant l'aîné des frères Cevenini, Aldo Cevenini a évolué de 1908 à 1913 à l'AC Milan, inscrivant 25 buts en 42 matches avant de passer six années à l'Inter Milan (1913-1919). Il a joué quelques matchs avec le USD Novese.
En équipe d'Italie, Cevenini a marqué 3 buts en 11 sélections entre 1910 et 1915. Il fait sa première sélection 15 mai 1910 contre la France.
En 1929, il a entraîné l'Atalanta Bergame.

### la familleCevenini
Aldo Cevenini était appelé Cevenini I, car quatre de ses frères étaient également footballeurs professionnels :
- Mario Cevenini (Cevenini II)
- Luigi Cevenini (Cevenini III)
- Cesare Cevenini (Cevenini IV)
- Carlo Cevenini (Cevenini V)